# バイ

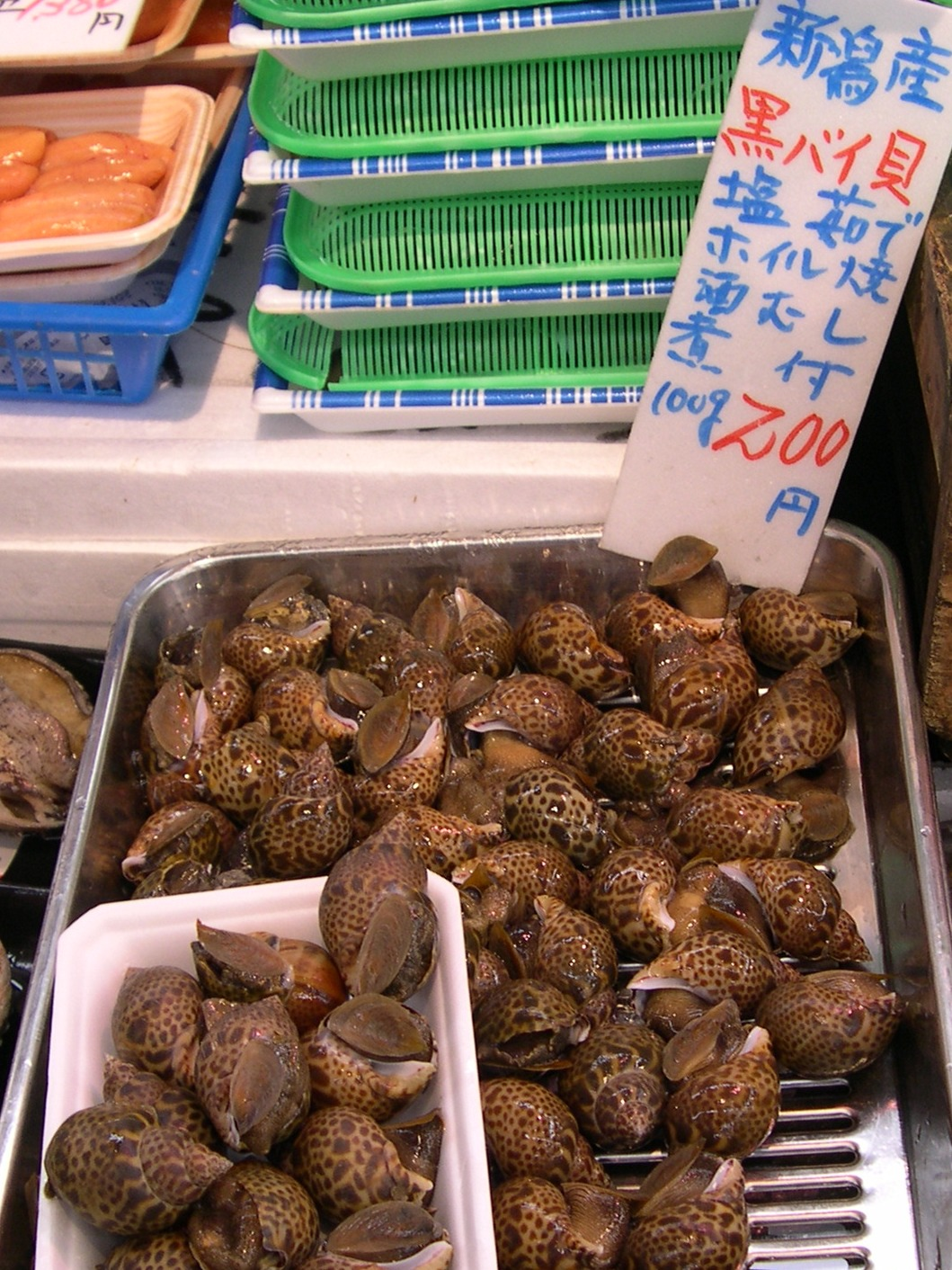
鮮魚店で売られているバイ

バイ（貝、蛽、海蠃、海螄）、学名 Babylonia japonica はバイ科に分類される巻貝の1種。またバイが属するバイ属（Babylonia）の貝類を総称してバイと呼ぶことも多く、1970年代以降、水産物やその加工品としてバイの名で出回っている貝は、バイによく似た海外産の同属別種であることがほとんどである。さらに形が似たエゾバイ科の食用貝の一部も一般的な通称や流通名としてバイと総称されることがある。従来バイ属はエゾバイ科に入れられていたが、2000年以降の研究結果では独立した科とするのが妥当であるとされる。なお、バイとは「貝」の音読みであり、「バイ貝」というのは語義が重複した呼び方である。

## 狭義のバイ
狭義のバイ、即ち標準和名のバイ Babylonia japonica は南西諸島を除く日本全域と朝鮮半島、中国の一部などに分布する温帯種で、内湾から外洋までの沿岸域の浅海砂泥底に潜って生活をしている（沖縄には近縁のウスイロバイが分布する）。典型的な腐肉食であるため死んだ動物の臭いに敏感で、魚などの死骸があるとすばやく集まり体内に格納された吻を長く伸ばして肉や内臓を食べる。この性質を利用して、籠に死魚を入れて海中に沈め、バイを漁獲することができる。この漁法はバイ籠漁（ばいかごりょう）と呼ばれ、カニ籠漁と並ぶ代表的な籠漁のひとつである。籠の形は地方によって異なる。人間の生活圏近くで比較的大型のこの貝が簡単に漁獲できるため、古くから食用の貝として親しまれてきた。近縁のエゾバイ科（いわゆるツブ類）のように有毒の唾液腺を持たないため、茹でた貝から抜き出した身は、内臓ごと全体を食べることができる。
調理は例えば多く穫れる富山県では、醤油と砂糖や味醂で煮たものが多く、祭の料理の定番だった。くるっと回しながら楊枝などで取り出すと内臓まで取れる。冷蔵技術が発達した1980年ごろから内臓以外が刺身として提供されるようになった。最初は料亭などだけだったが、スーパーでも売られるようになった。エスカルゴ風にしてパンサ・エスカルゴ(pince à escargots)で食べさせるレストランもある。2010年ごろから「バイ貝ご飯」も注目されるようになってきた。
近年は内湾が内分泌攪乱物質である有機スズ化合物によって汚染されたために多くの雌が生殖器が半ば雄化して生殖能力を失い激減している。そのためかつては庶民の食材であったバイも1990年代頃よりは「本バイ」「黒バイ」と呼ばれる高級食材となり、価格もかなり高いものとなっていった。しかしその後の船舶塗料規制により、2000年以降は一部の海域で復活しているともいわれ、特に日本海側では市場に出回るほどの漁獲がある。北陸地方では、他の「エッチュウバイ」「カガバイ」等と区別するため、本種を殻の模様からあずき貝と呼んで区別する。
1988年（昭和63年）4月1日発売の40円普通切手の意匠になった。

## 広義のバイ
1980年代以降、水産市場に出回り市販の弁当のおかずなどとして入れられている「バイ」の大半は同じバイ属の外国産の別種であり、いわば広義のバイとも言える。そもそもは1970年代後半頃からバイの安価な代替品として中国近海産のヤマグチバイやタイワンバイなどが大量に漁獲・輸入されるようになった。これらは香港の業者が扱っていたため通称「香港バイ」とも言われていたという。しかし1990年代に入ると、さらに安価で豊富な資源を求めた結果、中国近海のものに代わり、より遠方のベトナムやインドなどインド洋海域の「バイ」が市場で多く見られるようになった。それらはセイロンバイやベンガルバイ、あるいはボルネオバイなどであり、2000年代初頭以降は味付け加工の「バイ」のほとんどすべてがこれらインド洋産のものが占めている。
また、バイはサザエ、ハマグリなどとともに日本の代表的な食用貝のひとつであったため、「～サザエ」や「～ハマグリ」という和名が多いのと同様、外見上バイに似た貝には「～バイ」という和名を持つものも多い。これは分類には関係なく、近縁なエゾバイ科の貝の一部のみならず、サラサバイのように貝殻の形は似ているものの、かなり縁の遠い種にもバイの名がつけられている。バイ型の貝殻を持つ貝類の総称には英語の whelk やフランス語の bulot（主としてヨーロッパエゾバイを指す） があるが、必ずしもこれらの概念は日本語の総称としての「バイ」と一致するわけではないが、これらの語の和訳にバイが当てられることも多いのは、他の単語と同様である。また日本語で「～バイ」と呼ばれる貝類はしばしばツブとも呼ばれ、これらの呼び分けには厳密なルールはなく、同じ種類の貝がバイともツブとも呼ばれることがある。

## ベーゴマのこと
古典的玩具として知られるベーゴマ（またはベイゴマ）は、近代以降は鋳鉄製であるが、元来はバイの殻で作られたものである。ベーゴマとはバイゴマ（貝独楽）の転訛したもので、そのため鋳鉄製のものにもその名残としてバイの殻を模した渦巻き模様が彫られている。本来の貝独楽は、バイの殻の下半を壊した後、研ぐなどして螺塔部のみを残し、そこに砂や溶けた鉛などを流し込んだあと断面を蝋などで固め塞ぎ、朱などを塗って作ったと言われる。これらを櫃や桶などの上にかぶせた莚などの上で廻し、相手の独楽を弾き飛ばせば勝ちとし、勝った者が相手の独楽を取ることができた。この遊びは貝廻し（ばいまわし）とも言い、主として江戸期の関西地方で盛んだったと言われる。また普通は子供が自分で独楽を作ることはなく、店で売られているものを買うものであったと言われる。この遊びはその後も続き、明治期になると真鍮製の独楽なども作られたが、より安価な鋳鉄製のものが作られ広く使われるようになった。この遊びは21世紀初頭でも行われており、これにヒントを得たベイブレードなども出現した。本来の貝独楽の遊びは重陽の節句に行われることが多かったともいわれ、「貝独楽」「貝廻し」などは秋の季語とされる。

## 食中毒

### バイによる食中毒
1965年、静岡県沼津市の我入道海域で漁獲されたバイにより、静岡県富士市で食中毒が発生した。静岡薬科大学の小菅卓夫らの研究により、毒素であるスルガトキシン類の単離と構造特定に成功し、毒化のメカニズムが解明された。

### 別種キンシバイをバイと誤認したことによる食中毒
通常は食用にしない別科の別種であるムシロガイ科キンシバイ錦糸貝 Nassarius (Alectrion) glans を本稿のバイと誤認し、誤食したことによるテトロドトキシン中毒事例がしばしば報告されている。（キンシバイ：本州中部から九州にかけて広く分布し、泥砂質の水深20m前後の海底に生息。）
2007年7月、長崎県橘湾で採集したキンシバイ（錦糸貝）で麻痺性の中毒事故が報告された。その後採集した貝を調べたところ、筋肉及び内臓からヒトの致死量に匹敵するテトロドトキシンが検出された。